# 겐부도역
겐부도역(일본어: 玄武洞駅, げんぶどうえき)은 일본 효고현 도요오카시에 있는 서일본 여객철도의 철도역이다. 겐부도에서 가장 가까운 역으로, 겐부도와 겐부도 역 사이에 있는 마루야마 강을 건너는 배를 탈 수 있는 선착장이 근처에 있다.

## 역 구조
상대식 2면 2선 구조의 지상역으로, 교행 시설이 갖추어져 있다. 역사는 선로 북쪽에 있으나, 2번 승강장 쪽에도 출구가 나 있다. 두 승강장은 서로 구름다리로 이어져 있다.
도요오카 역이 관리하는 무인역이다.

### 승강장
| 1·2 | ■ 산인 본선 | 상행 | 도요오카 · 교토 · 오사카 방면 |
| 1·2 | ■ 산인 본선 | 하행 | 기노사키온센 · 돗토리 방면    |

## 역세권 정보

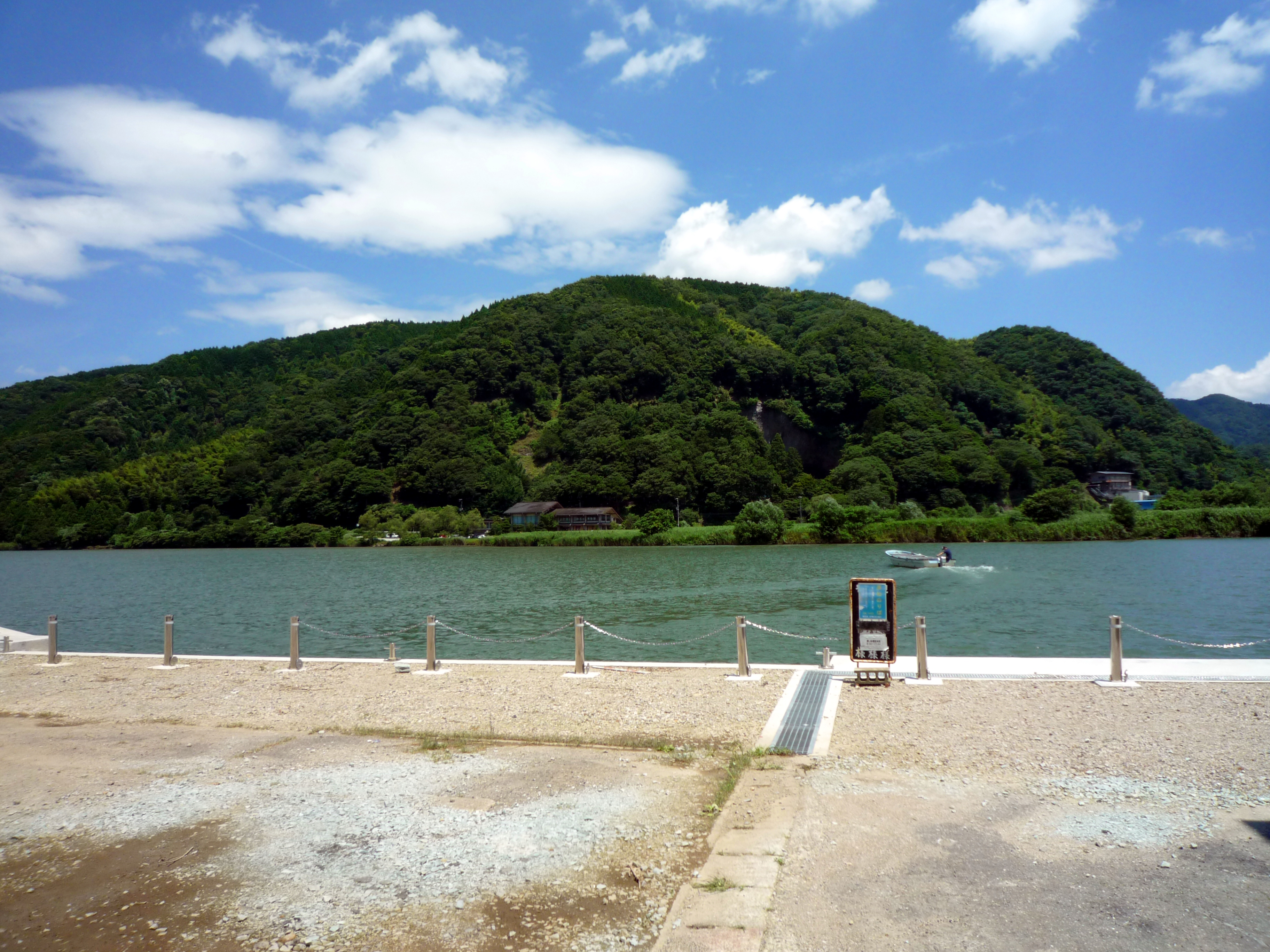
역 부근의 선착장

- 겐부도 공원

## 역사
- 1912년 3월 2일 - 일본국유철도 산인 본선 도요오카 역 ~ 기노사키 역 (지금의 기노사키온센 역) 사이에 신설 개업. 당시에는 가정차장이었으나, 1918년 보통역이 되었다.
- 1987년 4월 1일 - 민영화에 따라 서일본 여객철도의 소속이 되었다.

## 인접역
| 서일본 여객철도 산인 본선 | 서일본 여객철도 산인 본선 | 서일본 여객철도 산인 본선   |
| ------------------------- | ------------------------- | --------------------------- |
| 도요오카 교토 방면        | ■ 산인 본선               | 기노사키온센 ·하마사카 방면 |